# Торре-де-Аркас

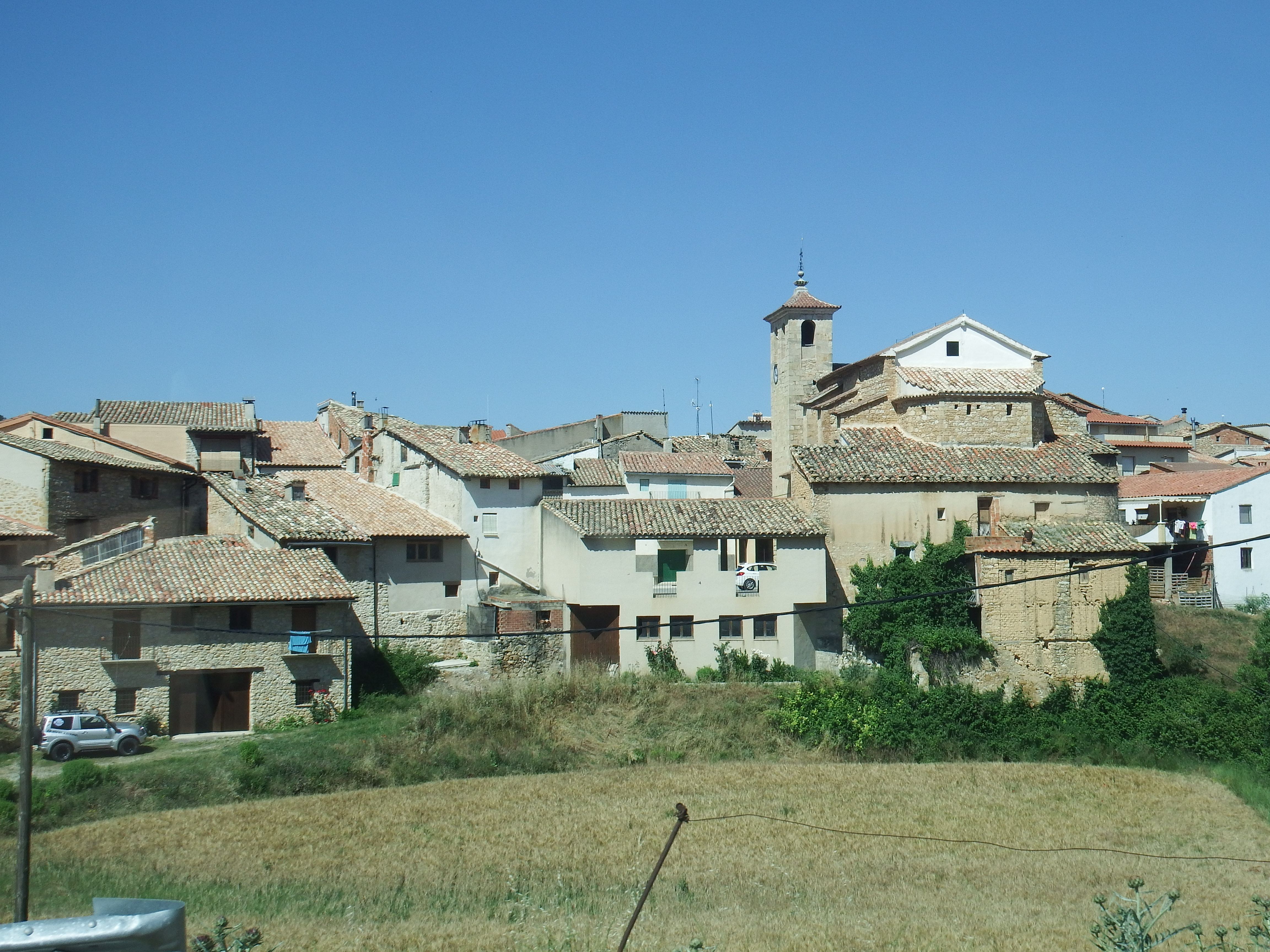

Торре-де-Аркас (ісп. Torre de Arcas, кат. Torredarques) — муніципалітет в Іспанії, у складі автономної спільноти Арагон, у провінції Теруель. Населення — 96 осіб (2010).
Муніципалітет розташований на відстані близько 310 км на схід від Мадрида, 100 км на північний схід від міста Теруель.

## Демографія
Динаміка населення (INE ):